# Łosino
Łosino (kaszb. Łosëno, niem. Lossin) – wieś w Polsce położona w województwie pomorskim, w powiecie słupskim, w gminie Kobylnica.
W latach 1975–1998 miejscowość administracyjnie należała do województwa słupskiego.
Na wschód od wsi, na lewym brzegu Słupi wczesnośredniowieczne grodzisko. Od zachodu stromy spadek, od wschodu staw, na zewnątrz wału wzmocnionego kamieniami, fosa.

## Nazwa
Nazwa miejscowości ma pochodzenie słowiańskie i charakter topograficzny. Powstała przez dodanie do nazwy pospolitej łoś formantu -ino. Niemiecka nazwa Lossin jest adaptacją fonetyczną pierwotnej nazwy słowiańskiej.
Rada Języka Kaszubskiego proponuje kaszubską formę nazwy Łosëno.